# Constantino Ocha'a Mve Bengobesama
Constantino Ocha'a Mve Bengobesama (1935 - 1991), fou un escriptor de Guinea Equatorial d'ètnia fang.
Va ser professor d'Història en el PREU de Guinea Equatorial i va ocupar el càrrec d'assessor sota el govern de Teodoro Obiang Nguema, així com altres llocs de funcionari en l'aparell de l'estat. Va morir a Rússia el 1991 on s'havia traslladat per rebre tractament mèdic.
Va publicar diversos llibres, entre els quals, Tradiciones del pueblo fang (1981), Semblanzas de la hispanidad (1985), Guinea Ecuatorial : polémica y realidad (1985) i Fuentes Archivísticas y Bibliotecarias de Guinea Ecuatorial (guía general del administrativo, del investigador). y del estudiante) (1985).
En les seves obres va destacar la importància de la civilització bantú per entendre la Guinea moderna. Al mateix temps, va cridar l'atenció sobre el paper de l'herència espanyola en la configuració d'una identitat nacional guineana separada. Va traduir al castellà part de la literatura oral creada en fang.
Els seus poemes es van incloure a la influent Antología de la literatura guineana (1984), recopilada per Donato Ndongo-Bidyogo.